# プラセオジム磁石
プラセオジム磁石 (PrCo5) は、プラセオジムを主成分とする磁石。希土類磁石。物理的な強度が非常に大きく、白金磁石と同様に割れや欠けがない。穴を開けたり一部を切り取るなど複雑な加工が可能で、高温に熱することによって曲げることも可能である。錆びにくいのも特徴。
コバルトを使用するため価格が高く、より磁力が強く低価格なネオジム磁石が普及したためあまり使われていない。